# Bernard Weinberg
Bernard Weinberg (* 23. August 1909 in Chicago, Illinois; † 13. Februar 1973) war ein US-amerikanischer Literaturwissenschaftler und Hochschullehrer. Als Literaturtheoretiker bildete er zusammen mit anderen die erste Generation der neo-Aristotelischen Chicagoer Schule (Chicago School of Literary Criticism), die sich mit der Geschichte der Theorie und Ästhetik von Literatur und Philologie beschäftigte.

## Leben
Bernard Weinberg, Sohn von William Weinberg und dessen Ehefrau Anna Goldstein Weinberg, begann nach dem Schulbesuch ein Studium der Philosophie an der University of Chicago, das er 1930 mit einem Bachelor of Philosophy abschloss. Während eines darauf folgenden ersten Studien- und Auslandsaufenthalts in Frankreich erwarb er 1931 ein Diplom der Sorbonne, der Universität von Paris. Nach seiner Rückkehr arbeitete er zwischen 1932 und 1937 als Wissenschaftlicher Assistent für romanische Sprachen an der University of Chicago. Er unternahm von 1934 bis 1935 im Rahmen des American Field Service–Programms eine erneute Forschungsreise nach Europa und erwarb nach seiner Rückkehr 1936 auch einen Doctor of Philosophy (Ph.D.) an der University of Chicago. Er war von 1937 bis 1939 zunächst Dozent an der Washington University in St. Louis, an der er im Anschluss von 1939 bis 1946 als Assistant Professor unterrichtete. Daneben unternahm er 1938 eine erneute Forschungsreise nach Europa, die ihn nach Paris, London, Florenz und Rom führte. Während des Zweiten Weltkrieges leistete er zwischen 1942 und 1945 zudem Militärdienst als Hauptmann der US Army Air Forces (USAAF). Zwischen 1946 und 1949 unterrichtete er als Associate Professor  an der Washington University in St. Louis und unternahm auch zwischen 1947 und 1948 einen Studienaufenthalt in Europa.
Im Sommersemester 1947 lehrte Weinberg zudem als Gastprofessor an der University of Chicago. Als Literaturtheoretiker bildete er zusammen mit Ronald Crane, Elder Olson, Richard McKeon, Wayne C. Booth und anderen die erste Generation der neo-Aristotelischen Chicagoer Schule der Literaturkritik (Chicago School of Literary Criticism), die sich mit der Geschichte der Theorie und Ästhetik von Literatur und Philologie beschäftigte.
1949 wechselte Bernard Weinberg als Associate Professor an die Northwestern University, an der er zwischen 1951 und 1955 als Professor lehrte. Zugleich führten ihn 1950 sowie 1951 bis 1952 erneute Forschungsreisen nach Europa. 1953 war er erstmals Vorsitzender der von der Chicagoer Newberry Library veranstalteten Konferenz für Studien der Renaissance sowie zugleich Mitglied des Beirates der Renaissance Society of America. 1955 übernahm er eine Professur an der University of Chicago und lehrte dort bis 1967. Nach Rückkehr von einer neuerlichen Europareise 1957 fungierte er zwischen 1958 und 1967 auch als Leiter der Abteilung für romanische Sprachen und romanische Literatur der University of Chicago. 1961 unternahm er eine abermalige Europareise mit Studienaufenthalten in Paris, London, Florenz und Rom, woraufhin er 1962 erneut Vorsitzender der Newberry Library Conference Renaissance Studies sowie Mitglied des Beirates der Renaissance Society of America war. Zugleich engagierte er sich 1963 als Erster Vizepräsident des Exekutivrates der Modern Language Association (MLA), dem wichtigsten Berufsverband der USA für Sprach- und Literaturwissenschaftler sowie Literaturkritiker.
Die Jahre 1963 und 1964 führten Weinberg erneut auf eine Forschungsreise nach Europa. Danach war er zusätzlich 1965 Gastprofessor an der University of Iowa sowie 1966 an der University of Minnesota. Während einer weiteren Europareise hatte er zwischen 1967 und 1968 zudem die William H. Colvin-Forschungsprofessur inne. Im Anschluss hatte er zwischen 1969 und 1973 die nach dem Bildungstheoretiker Robert Maynard Hutchins benannte Robert Maynard Hutchins Distinguished Service-Professur inne. Während dieser Zeit unterrichtete er 1970 auch als Gastprofessor der Accademia Nazionale dei Lincei an der Scuola Normale Superiore (SNI) in Pisa. 1971 wurde er Mitglied der American Academy of Arts and Sciences.

## Veröffentlichungen
Neben seiner Lehr- und Forschungstätigkeit verfasste Weinberg zahlreiche literaturgeschichtliche und literaturwissenschaftliche Bücher über die Literatur der Renaissance, aber auch zum französischen Realismus. Er befasste sich in seiner Werken mit Autoren wie Jean Racine, Jacques Grévin, Francesco Patrizi da Cherso, aber auch mit Le Tombeau d’Edgar Poe von Stéphane Mallarmé. Zu den wichtigsten Werken gehören:
- French realism. The critical reaction, 1830–1870. Oxford University Press, London 1937.
- The sources of Grevin’s ideal on comedy and tragedy. In: Modern Philology. Jahrgang 45, 1947, S. 46 ff.
- Critical prefaces of the French Renaissance. Northwestern University Press, Evanston 1950.
- French poetry of the renaissance. Harper, New York 1954.
- A history of literary criticism in the Italian Renaissance. University of Chicago Press, Chicago 1961.
- A Suggested Reading of „Le Tombeau d’Edgar Poe“. In: L’Esprit Créateur. Band 1, Nr. 3, Herbst 1961 (Stéphane Mallarmé), The Johns Hopkins University Press, Baltimore 1961.
- The art of Jean Racine. University of Chicago Press, Chicago 1969.
- Trattati di poetica e retorica del Cinquecento. G. Laterza & Figli, Bari 1970.